# 5775 (année hébraïque)
5775 (hébreu : ה'תשע"ה , abbr. : תשע"ה) est une année hébraïque qui a commencé à la veille au soir du 25 septembre 2014 et s'est finie le 13 septembre 2015. Cette année a compté 354 jours. Ce fut une année simple dans le cycle métonique, avec un seul mois de Adar. Ce fut une année de chemitta.
En l'an 5775, l'État d'Israël a fêté ses 67 ans d'indépendance.

## Calendrier
Ce calendrier hébraïque de l'année 5775 donne les correspondances avec les dates du calendrier grégorien.
Le premier nombre dans chaque case correspond au jour du mois hébraïque. Les jours en couleurs sont des jours remarquables juifs ou israéliens.
| ◄◄ | 5775 | ►► |

## Événements
- Massacre de la synagogue de Har Nof (Jérusalem)
- Attentats de janvier 2015 en France
  - Attentat contre Charlie Hebdo
  - Prise d'otages du magasin Hyper Cacher de la porte de Vincennes
- Attentats de Copenhague en février 2015

## Naissances
- Charlotte de Cambridge
- Nicolas de Suède

## Décès
- Amedy Coulibaly
- Abdallah ben Abdelaziz Al Saoud
- Aharon Lichtenstein
- Jacob Bekenstein
- Oliver Sacks

5770 - 5771 - 5772 - 5773 - 5774 - 5775 - 5776 - 5777 - 5778 - 5779 - 5780